# 星野晶
星野 晶（ほしの ひかる）は、日本の事業開発者・起業家。通信インフラ、ロボティクス、エネルギー領域などで新規事業の立ち上げを手がけてきた。2009年に日本初期のTEDライセンスイベント「TEDxSeeds」を共同創設し、テクニカルディレクターを務めた。その後、日本無線（JRC）で衛星通信・船舶監視など社会インフラ向け事業の開発と海外展開に従事し、2013年には無線送信装置に関する特許の共同発明者として登録されている。2018年頃にはロボットベンチャーZMPで宅配ロボット「CarriRo Deli」の事業化を推進し、新規事業担当として慶應義塾大学SFCでの実証実験に参加した。
2020年代には東京都のアクセラレーションプログラム「Tokyo 5G Boosters」などスタートアップ支援プロジェクトに関与し、2024年にInternnectと共同でInterStella株式会社を設立したと報じられている。またエネルギー分野では、日本無線・日清紡グループでの経験を生かし、分散型蓄電インフラ事業を掲げる日本蓄電開発機構株式会社の代表を務める。

## 来歴
TEDxSeeds (2009–2012)
- 2009年、日本初のTEDライセンスカンファレンス「TEDxSeeds」を共同立ち上げ、テクニカル／プロダクションディレクターとして運営に携わる[1][2]。

日本無線 (JRC)
- 船舶監視システムや衛星通信装置の企画・海外展開を担当。2013年「送信装置およびそれを利用した送信システム」で共同発明者として特許登録[6]。

ZMP (2018)
- 自動配送ロボット「CarriRo Deli」の事業企画を担当。慶應義塾大学湘南藤沢キャンパス（SFC）での実証実験に参画した[7]。

日本蓄電開発機構 (2024 – )
- 代表取締役として、蓄電池を活用した分散型エネルギーインフラの構築を目指す事業を推進[5]。

InterStella株式会社 (2024– )
- Internnect社と共同で設立したスタートアップ。詳細は公表資料が少なく、出典の追加が必要である。

## 主な業績
- TEDxSeeds 運営（テクニカル／プロダクションディレクター）
- 特許出願・登録：送信装置関連（特許5426871 ほか）
- 自動配送ロボット実証実験（ZMP × ローソン × 慶應義塾大学、2019年）